# Direktøren for det hele
Direktøren for det hele er en dansk komediefilm fra 2006, skrevet og instrueret af Lars von Trier.

## Handling
Da Ravn startede sit IT-firma, opfandt han en direktør til at tage de store og ubehagelige beslutninger. Men en dag, da han skal sælge firmaet til nogle islændinge, insisterer de på at møde direktøren. Så Ravn hyrer en ikke særlig succesrig skuespiller, Kristoffer, til at spille "direktøren for det hele", og da Ravn selv har ladet, som om han var direktøren ved at sende mails til de seks ansatte, har de alle sammen ting at gøre op med ham. Efterhånden får Kristoffer styr på jobbet som direktøren for det hele og får et godt forhold til de ansatte.
Islændingene sender deres advokat, som skal afgøre, om et møde om salg af virksomheden kan arrangeres. Advokaten er Kristoffers gamle kæreste Kisser, men hun lover ikke at afsløre, at Kristoffer kun er skuespiller og ikke den rigtige direktør. Kristoffer bliver efterhånden overbevist om, at Ravn ikke har behandlet sine ansatte godt. Ved salgsmødet går det op for Kristoffer, at det af salgsaftalen fremgår, at de ansatte skal fyres uden at få nogen kompensation. Kristoffer kræver nu pludselig, at der skal betales en højere pris for virksomheden, hvilket islændingene ikke vil acceptere, og de forlader mødet.
Ravn er rasende over, at Kristoffer ikke skrev under på salget af virksomheden. Bagefter aftaler Ravn og Kristoffer at arrangere et nyt møde med islændingene, hvor Kristoffer skriver under, mod at Ravn over for de ansatte indrømmer, at han vil fyre alle seks medarbejdere. Ravn indrømmer fyringen, men siger, at det er efter ordre fra direktøren for det hele. Kristoffer bliver voldsomt upopulær blandt de ansatte. For igen at blive populær siger Kristoffer, at han ikke er den rigtige direktør, men at der i USA sidder en "direktør for direktøren for det hele".
Kristoffer inviterer alle de ansatte med til det nye salgsmøde, hvor han holder en rørende tale, der får Ravn til at bryde sammen og tilstå, at han er den rigtige direktør. Spørgsmålet er nu, om Kristoffer alligevel skal underskrive kontrakten. Alle venter i spænding på, hvad Kristoffer beslutter sig for. Da islændingene siger, at det hele minder om et absurd teaterstykker af Gambini, får Kristoffer pludselig meget sympati for islændingene. Gambini er nemlig Kristoffers store passion. Salgsaftalen bliver underskrevet, og Kristoffer opfører et teaterstykke af Gambini.

## Regler
Kameraindstillinger og -bevægelser er computerstyret, et æstetisk princip, instruktøren kalder automavision.
Det medfører ofte en ukonventionel framing, hvor skuespillerene ikke er i positioneret "normalt" i billedfeltet.

## Modtagelse
Filmen fik en noget blandet modtagelse.
Lunkne anmeldelser og et beskedent billetsalg i Danmark afløstes af anmelderros i bl.a. Frankrig og USA og stor publikumsinteresse i Italien og Norge.[kilde mangler]
New York Times' anmelder gav den således 4,5 point ud af 5 mulige.
Peter Bradshaw fra britisk Guardian kaldte filmen en meget konventionel komedie om kontorlivet og gav den blot to ud af fem point.
Philip French fra The Observer fandt den dårligere end andre film, der anvendte lignende plot (en person bliver hyret som stråmand): Anastasia, Kiss Me Stupid, Woody Allens The Front, The Dirty Dozen og The Prisoner of Zenda.
Flere anmeldere henviste til Bertold Brecht.
Filmen var blandt de 19 nominerede film i hovedkategorien på San Sebastián International Film Festival i 2006.
Mia Lyhne vandt en Zulu Awards i kategorien Årets danske kvindelige birolle i 2007.

## Rolleliste
- Kristoffer – Jens Albinus
- Ravn – Peter Gantzler
- Lise – Iben Hjejle
- Kisser – Sofie Gråbøl
- Nalle – Henrik Prip
- Gorm – Casper Christensen
- Heidi A. – Mia Lyhne
- 'Stakkels' Mette - Louise Mieritz
- Spencer - Jean-Marc Barr

Tre af skuespillerene (Hjejle, Christensen og Lyhne) medvirkede omkring optagelsestidspunktet også i tv-serien Klovn.
Jean-Marc Barr har før medvirket i flere af Lars von Triers film.
Både Jens Albinus og Henrik Prip spillede med i Lars von Triers tidligere komedie Idioterne.
I begge film spiller Albinus en person ved navn Kristoffer (dog forkortet til Stoffer i Idioterne).

## Filmens titel på andre sprog
- På engelsk The Boss of it All ("Chefen for det hele").
- På italiensk Il grande capo – ("Den store chef").
- På fransk Le Direktør (fordanskning af Directeur).
- På katalansk El cap de tot això ("Chefen for det hele").